# Abu Yahya Abu Bakr al-Mutawakkil
Pour les articles homonymes, voir al-Mutawakkil.
Abu Yahya Abu Bakr al-Mutawakkil (arabe : أبو يحي المتوكل أبو بكر بن يحي), né à une date inconnue et décédé en 1346, succède à Abû Darba Muhammad al-Mustansir al-Lihyânî comme sultan hafside de Tunis en 1318.
Il hérite d'un sultanat divisé entre deux capitales : Bougie (Algérie) et Tunis.
Son fils Abû Hafs `Umar ben Abî Bakr lui succède.